# Tanger
Tanger (arab. طنجة, Ṭanǧa; marok. arab. Ṭanža) – miasto w północnym Maroku, port nad Cieśniną Gibraltarską, siedziba administracyjna regionu Tanger-Tetuan-Al-Husajma. W 2024 roku liczyło ok. 1,3 mln mieszkańców.
Od 1971 roku w mieście działa uniwersytet.

## Gospodarka
W mieście rozwinął się przemysł stoczniowy, włókienniczy oraz spożywczy. Ośrodek turystyczny. W mieście działa międzynarodowy port lotniczy.

## Historia

### Starożytność
W starożytności znane było jako Tingis. Nazwa miasta wywodząca się z języka tamazight dowodzi, że osadę pierwotnie założyli Berberowie. Dopiero ok. VII wieku p.n.e. Tanger skolonizowali Fenicjanie. W I wieku n.e. miasto stało się stolicą rzymskiej prowincji Mauretania Tingitana.

### Germanie, Bizancjum i Arabowie
To ważne dla państwa zachodniorzymskiego miasto, po upadku  imperium, stało się magnesem dla najeźdźców. Zdobyli je Wandalowie-Silingowie migrujący z Betyki (znanej dziś jako Andaluzja).
Blisko sto lat później Tanger znalazł się pod władzą Bizancjum.
W VII wieku władzę nad miastem na krótko objęli Wizygoci, jednak już w 707 roku tereny dzisiejszego Maroka, wraz z Tangerem, znalazły się pod panowaniem arabskim. Arabowie założyli tu posterunek graniczny i bazę wypadową do najazdów na Półwysep Iberyjski.

### Portugalczycy i Brytyjczycy
Po wyparciu muzułmanów z południa Półwyspu Iberyjskiego, Tanger ponownie znalazł się na granicy świata islamskiego, a w 1471 roku został zdobyty przez Portugalczyków. W 1661 roku został wraz z Bombajem oddany w ręce Brytyjczyków jako wiano dla księżniczki Katarzyny Bragançy, narzeczonej króla Karola II Stuarta. Brytyjczycy szybko uznali jednak obronę miasta przed ciągłymi atakami Arabów za nieopłacalną i w 1684 opuścili Tanger pozostawiając miasto w rękach sułtana Mulaja Ismaila. Niepodzielne panowanie arabskie w Tangerze trwało aż do początków XX wieku.

### Strefa międzynarodowa
Na przełomie wieku XIX i XX Tanger jako miasto portowe o strategicznym położeniu stał się obiektem pożądania europejskich mocarstw kolonialnych. Po kolonizacji Maroka przez Francję i Hiszpanię (zob. Maroko Hiszpańskie) utworzono tu w 1923 miasto wydzielone o specjalnym międzynarodowym statusie strefy neutralnej zbliżonym do wolnego miasta, o powierzchni 373 km² i 40 tys. ludności. Po klęsce Francji w kampanii w czerwcu 1940 strefa została zajęta przez Hiszpanię. Działał tu konsulat niemiecki zamknięty w wyniku układu zawartego między generałem Francisco Franco i aliantami 2 maja 1944.

Flaga Międzynarodowej Strefy Tangeru

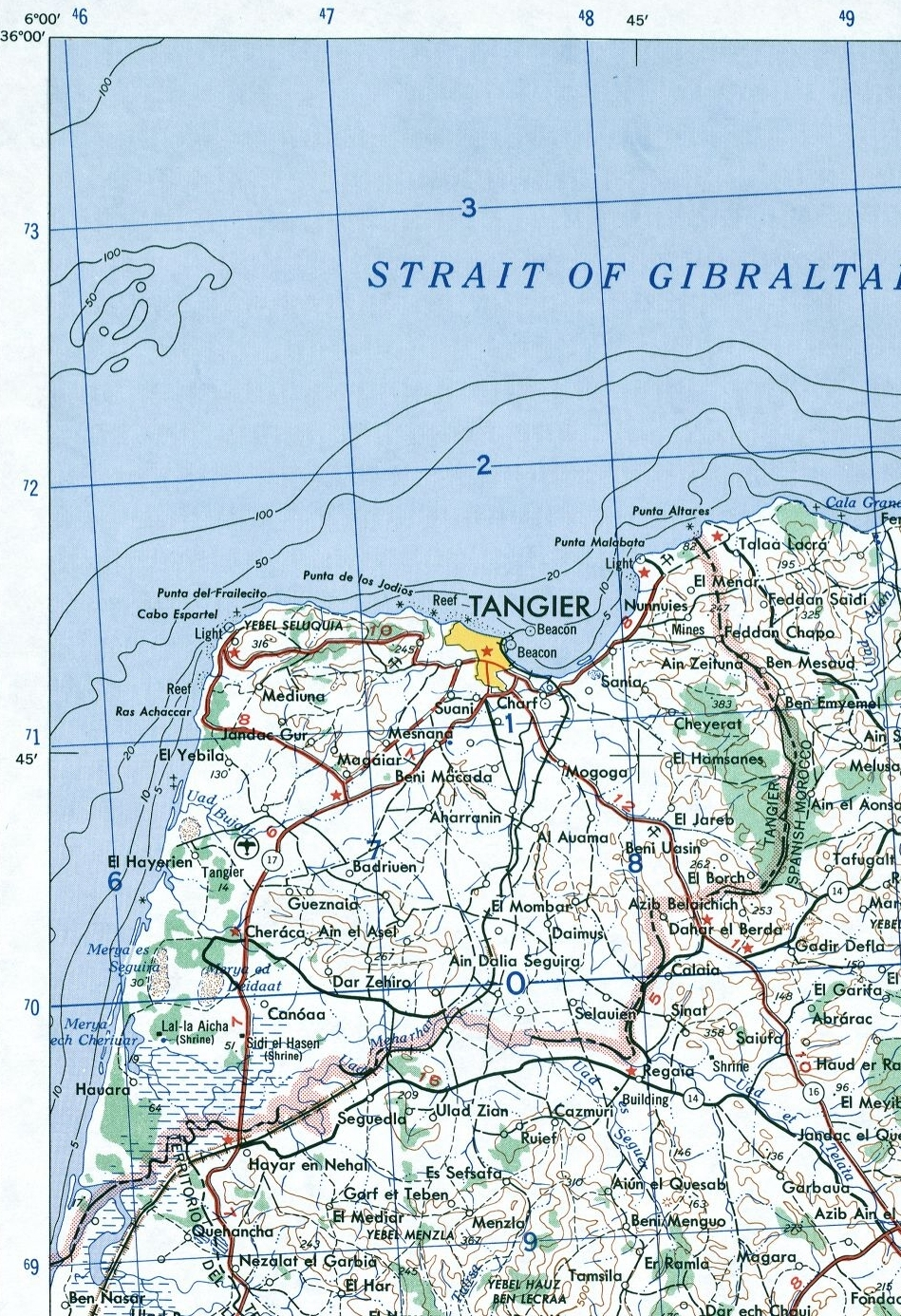
Mapa Strefy Tangeru z 1953

Administratorzy Tangeru w latach 1923-56:
- Paul Alberge (Francja, 24 sierpnia 1926 – 19 sierpnia 1929)
- Joseph Le Fur (Francja, 19 sierpnia 1929 – 1 sierpnia 1940)
- Manuel Amieva (Hiszpania, 1 sierpnia 1940 – 4 listopada 1940)
- administrowany przez Maroko Hiszpańskie (4 listopada 1940 – 11 października 1945)
- Luís António de Magalhães Correia (Portugalia, 11 października 1945 – 18 czerwca 1948)
- Jonkheer H.F.L.K. van Vredenburch (Holandia, 15 sierpnia 1948 – 9 kwietnia 1951)
- José Luís Archer (Portugalia, 9 kwietnia 1951 – 21 czerwca 1954)
- Étienne-Gustave de Croÿ, prince de Croÿ-Roeulx, (Belgia, 21 czerwca 1954 – 31 grudnia 1954)
- Robert van de Kerckhove d'Hallebast (Belgia, 4 stycznia 1955 – 5 lipca 1956)

W 1956 strefa międzynarodowa została zlikwidowana, a Tanger i pozostałe jej obszary zostały włączone do niepodległego Królestwa Maroka.

### Mekka artystów
W latach 1912–1956 Tanger był tzw. strefą międzynarodową. Np. w roku 1938 istniały tam 4 urzędy pocztowe: francuski, brytyjski, hiszpański frankistowski i hiszpański rządowy. Atmosfera wielokulturowości i piękne krajobrazy przyciągały artystów z Europy i USA.
- Paul Bowles mieszkał i pisał w Tangerze przez ponad pół wieku.
- William S. Burroughs mieszkał w Tangerze przez cztery lata i napisał tam Nagi lunch.
- Przez jakiś czas mieszkali tam: Tennessee Williams, Allen Ginsberg, Jack Kerouac, muzycy z The Rolling Stones, Jean Genet, natomiast modę zaczęli francuscy malarze Delacroix i Matisse.

## Klimat
| Miesiąc                          | Sty  | Lut  | Mar  | Kwi  | Maj  | Cze  | Lip  | Sie  | Wrz  | Paź  | Lis  | Gru  | Roczna |
| -------------------------------- | ---- | ---- | ---- | ---- | ---- | ---- | ---- | ---- | ---- | ---- | ---- | ---- | ------ |
| Średnie temperatury w dzień [°C] | 16.9 | 17.6 | 19.2 | 20.6 | 23.6 | 27.8 | 29.3 | 30.0 | 27.7 | 24.8 | 20.1 | 17.6 | 23,0   |
| Średnie dobowe temperatury [°C]  | 12.2 | 12.8 | 14.4 | 16.0 | 18.6 | 22.4 | 23.9 | 24.6 | 22.8 | 20.0 | 15.7 | 13.3 | 18,1   |
| Średnie temperatury w nocy [°C]  | 7.8  | 8.0  | 9.8  | 11.2 | 13.4 | 17.2 | 18.5 | 19.4 | 18.2 | 15.8 | 11.6 | 9.5  | 13,4   |
| Opady [mm]                       | 73.1 | 59.1 | 68.7 | 62.3 | 38.2 | 4.6  | 0.4  | 1.4  | 25.8 | 94.7 | 114  | 120  | 662    |
| Średnia liczba dni z opadami     | 9.7  | 8.9  | 8.7  | 9.3  | 8.1  | 0.7  | 0.2  | 0.6  | 4.6  | 9.0  | 11.2 | 12.4 | 83,3   |
| Średnie usłonecznienie [h]       | 169  | 167  | 232  | 251  | 299  | 307  | 344  | 331  | 276  | 238  | 181  | 167  | 2961   |
| Źródło: climatebase.ru           |      |      |      |      |      |      |      |      |      |      |      |      |        |

| Sty  | Lut  | Mar  | Kwi  | Maj  | Cze  | Lip  | Sie  | Wrz  | Paź  | Lis  | Gru  | Rok  |
| ---- | ---- | ---- | ---- | ---- | ---- | ---- | ---- | ---- | ---- | ---- | ---- | ---- |
| 17,1 | 16,3 | 16,2 | 17,4 | 18,7 | 21,1 | 22,9 | 23,4 | 22,4 | 21,2 | 19,3 | 17,7 | 19,5 |

## Współpraca
Miejscowości partnerskie:
- Aartselaar, Belgia
- Dubaj, Zjednoczone Emiraty Arabskie
- Faro, Portugalia
- Kadyks, Hiszpania
- Liège, Belgia
- Metz, Francja
- Moulins, Francja
- Pasadena, Stany Zjednoczone
- Saint-Denis, Reunion